# Karla Paloma
Karla Paloma es una artista y editora danesa de cómic underground emigrada a Berlín. Hairspray Magazine nº1 (revista de la que es la que es fundadora y editora) fue premiada ex aequo con el Fauve a la Bande Desinée Alternative 2025 en el Festival Internacional del Cómic de Angulema (FIBD).

## Trayectoria
Karla Paloma ha publicado la mayoría de sus obras en fanzines, entre los cuales pueden referirse Stone Woman, Dildo Fish, Crimes of Passion o Texas Bar. En 2024, parte de su obra se traduciría por primera vez al castellano, gracias a la editorial Alpha Decay. Esta reuniría y editaría en formato libro, bajo el título Ratas —con traducción de Alba G. Mora—, tres fanzines ya publicados de Paloma: Anti Baby, Rat Testicles y Burned Meat.
Es fundadora y editora de la revista Hairspray Magazine, en la que también participa en calidad de dibujante. Hairspray Magazine nº1 fue galardonada, ex aequo, con el Fauve a la Bande Desinée Alternative 2025 en el Festival Internacional del Cómic de Angulema (FIBD).
Su obra se considera continuadora de la tradición del cómic underground, con ecos de Julie Doucety Aline Kominsky-Crumb (de quien se ha llegado a decir que es discípula aventajada ). En la actualidad, su nombre ha aparecido junto a otras artistas del cómic como Roberta Vázquez, Gabrielle Bell o Camille Vannier, también inscritas en la estética underground.
De las historietas de Karla Paloma se ha enfatizado su originalidad, y la capacidad de imprimir gran viveza a las narraciones de experiencias cotidianas políticamente incorrectas;  A propósito de Ratas (ed. Alpha Decay, 2024), distintos críticos culturales alaban aspectos como su puro espíritu punk su vocación underground auténtica a través de un dibujo crudo, grosero y desvergonzado o la capacidad de balancearse continuamente entre la risa y el estupor, así como entre la empatía y el asco. El periodista Óscar Broc, por su parte, destacaría de Ratas su nihilismo, la exposición de verdades crudas, y cierta dosis de ternura.

## Obra

### Fanzines
- Up For Fun[13]

- Rat Testicles[14]
- Stone Woman[15]
- Dildo Fish[16]
- Burned Meat[17]
- Texas Bar[18]
- Anti Baby[19]
- Bambi & Nick[20]
- Crimes of passion[21]
- Katrine´s Küche[22]

### Cómics
- 2024 - Ratas. Alpha Decay. ISBN 978-84-127970-0-8[1]

### Antologías
- 2021 - Clubhouse #14 [23]
- 2023 - Kutlul #15. Goodbye cruel world![24][25]
- 2023 - Bubbles #17[26][27]
- 2024 - Hairspray Magazine nº1.[8][7]
- 2024 - Fanatic Female Frustration[28]

### Exposiciones colectivas
- 2018 - Art Auction 1. Galería Weserhalle. Berlín.[29]
- 2018 - Kreuzberg Underground Comic Showcase. Galería y residencia SomoS. Berlín.[30][31]
- 2019 - No borders. Art social como parte del Festival No Borders.[32]
- 2021 - Micro-édition. Karla Paloma y Esther Samuels-Davis. Presentación y exposición de los BD-zine Dildo Fish y Nick and Bambi. Galería Sterput. Bruselas.[33]
- 2022 - Art Volkmarsdorf IV. Feria de Arte. Riso Club. Leipzig.[34]
- 2024 - Comic Nostrum. Festival de còmic de Mallorca. Charla y masterclass en el marco del festival. Mallorca.[35][36]
- 2024 - Comic Invasion Berlin. Satellite Week. Museum für Kommunikation. Berlín.[37]

### Exposiciones individuales
- 2024 - Exposició y presentació de Ratas (Karla Paloma). Galería Fatbottom. Barcelona.[38]

## Reconocimientos
Hairspray Magazine nº1 (revista de la que es la fundadora y editora) fue premiada ex aequo con el Fauve a la Bande Desinée Alternative 2025 en el Festival Internacional del Cómic de Angulema (FIBD).